# Paratetrapedia acuta
Paratetrapedia acuta är en biart som först beskrevs av Joseph Vachal 1909.  Paratetrapedia acuta ingår i släktet Paratetrapedia och familjen långtungebin. Inga underarter finns listade i Catalogue of Life.